# Pollanisus nielseni
Pollanisus nielseni là một loài bướm đêm thuộc họ Zygaenidae. Nó sống ở Tây Úc, chủ yếu ở vùng ven biển, và cánh trước có màu sáng.
Cánh trước con đực dài 9–10 milimét (0,35–0,39 in) và của con cái dài 8–8,5 mm (0,31–0,33 in).